# ジャーメイン・ゴンザレス
ジャーメイン・ゴンザレス（Jermaine Gonzales、1984年11月26日 ‐ ）は、ジャマイカ・セント・キャサリン教区出身の陸上競技選手。専門は短距離走。400mの自己ベストは44秒40の元ジャマイカ記録保持者。2011年大邱世界選手権男子4×400mリレーの銅メダリストである。

## 経歴
2001年7月、世界ユース選手権に出場すると、男子400m決勝で47秒51の自己ベスト（当時）をマークして3位に入り、この種目ではジャマイカ勢初のメダルとなる銅メダルを獲得した。ジャマイカチームのアンカーを務めた男子メドレーリレーは1分52秒36の4位でメダルを逃した。
2002年7月、地元ジャマイカで開催された世界ジュニア選手権に出場すると、男子400m決勝で45秒84の自己ベスト（当時）をマークして銅メダルを獲得した。ジャマイカチーム（セク・クラーク、ウサイン・ボルト、ジャーメイン・マイヤーズ、ゴンザレス）のアンカーを務めた男子4×400mリレーでは3分04秒06のジュニアジャマイカ記録を樹立しての銀メダル獲得に貢献した。
2006年3月、英連邦競技大会の男子400m決勝で45秒16の自己ベスト（当時）をマークし、ジョン・ステフェンセン（44秒73）、アレイン・フランシク（45秒09）に次ぐ3位に入り銅メダルを獲得した。男子4×400mリレーはジャマイカチームのアンカーを務め、3分01秒94をマークしての銅メダル獲得に貢献した。自己ベストもこの年に44秒台へ突入した。
2010年6月12日、ソットヴィル＝レ＝ルーアンで開催された大会の男子400mにおいて44秒79の自己ベスト（当時）をマークし、2006年以来の44秒台を達成した。
2010年7月22日、ダイヤモンドリーグ・ヘラクレスの男子400mを44秒40で制し、ダイヤモンドリーグ初勝利を挙げるとともに、Roxbert Martinが1997年7月21日にマークした44秒49のジャマイカ記録を0秒09更新した。この年の活躍が評価され、ジャマイカ陸上競技連盟が選出するジャマイカ年間最優秀男子選手賞（Golden Cleats Awards）を受賞した。
2011年8-9月、世界選手権の男子400mと4×400mリレーに出場。400mは自身初となるシニアの世界選手権ファイナリストになるも、決勝では3位のケヴィン・ボルレーと0秒09差の44秒99で4位に終わり、惜しくもメダルを逃した。しかし、男子4×400mリレーはジャマイカチーム（Allodin Fothergill、ゴンザレス、リッカー・ヒルトン、レフォード・グリーン）の2走を務め、3分00秒10をマークしての銅メダル獲得に貢献した。

## 自己ベスト
| 種目 | 記録   | 年月日        | 場所           | 備考             |
| 屋外 | 屋外   | 屋外          | 屋外           | 屋外             |
| ---- | ------ | ------------- | -------------- | ---------------- |
| 200m | 20秒79 | 2012年5月9日  | ジョージタウン |                  |
| 300m | 32秒49 | 2010年5月27日 | オストラヴァ   |                  |
| 400m | 44秒40 | 2010年7月22日 | モナコ         | 元ジャマイカ記録 |

## 主要大会成績
備考欄の記録は当時のもの
| 年   | 大会                                     | 場所           | 種目      | 結果         | 記録            | 備考                   |
| ---- | ---------------------------------------- | -------------- | --------- | ------------ | --------------- | ---------------------- |
| 2001 | 世界ユース選手権 (en)                    | デブレツェン   | 400m      | 3位          | 47秒51          | 自己ベスト             |
| 2001 | 世界ユース選手権 (en)                    | デブレツェン   | メドレーR | 4位          | 1分52秒36 (4走) |                        |
| 2002 | カリフタゲームズ (en) (U20)              | ナッソー       | 400m      | 優勝         | 46秒88          |                        |
| 2002 | カリフタゲームズ (en) (U20)              | ナッソー       | 4x400mR   | 優勝         | 3分09秒21 (1走) |                        |
| 2002 | 中央アメリカ・カリブ ジュニア選手権 (en) | ブリッジタウン | 400m      | 優勝         | 45秒80          |                        |
| 2002 | 中央アメリカ・カリブ ジュニア選手権 (en) | ブリッジタウン | 4x400mR   | 優勝         | 3分07秒61 (4走) |                        |
| 2002 | 世界ジュニア選手権                       | キングストン   | 400m      | 3位          | 45秒84          | 自己ベスト             |
| 2002 | 世界ジュニア選手権                       | キングストン   | 4x400mR   | 2位          | 3分04秒06 (4走) | ジュニアジャマイカ記録 |
| 2004 | オリンピック                             | アテネ         | 4x400mR   | 予選失格     | DQ (3走)        |                        |
| 2006 | 英連邦競技大会 (en)                      | メルボルン     | 400m      | 3位          | 45秒16          | 自己ベスト             |
| 2006 | 英連邦競技大会 (en)                      | メルボルン     | 4x400mR   | 3位          | 3分01秒94 (4走) |                        |
| 2009 | 世界選手権                               | ベルリン       | 4x400mR   | 予選2組5着   | 3分04秒05 (4走) |                        |
| 2011 | 世界選手権                               | 大邱           | 400m      | 4位          | 44秒99          | 3位と0秒09差           |
| 2011 | 世界選手権                               | 大邱           | 4x400mR   | 3位          | 3分00秒10 (2走) |                        |
| 2012 | オリンピック                             | ロンドン       | 400m      | 予選4組6着   | 46秒21          |                        |
| 2012 | オリンピック                             | ロンドン       | 4x400mR   | 予選途中棄権 | DNF (3走)       |                        |

### ダイヤモンドリーグ
ダイヤモンドリーグの総合成績を記載。獲得ポイント欄の（　）内は出場したポイント対象レースの数を意味する。
| 年   | 種目 | 総合順位 | 獲得ポイント |
| ---- | ---- | -------- | ------------ |
| 2010 | 400m | 2位      | 14 (6レース) |
| 2011 | 400m | 2位      | 11 (5レース) |

優勝したダイヤモンドリーグ個人種目の成績を記載。金色の背景はポイント対象レースを意味する。
| 年   | 大会             | 場所           | 種目 | 記録   | 備考           |
| ---- | ---------------- | -------------- | ---- | ------ | -------------- |
| 2010 | ヘラクレス       | モナコ         | 400m | 44秒40 | ジャマイカ記録 |
| 2011 | アスレティッシマ | ローザンヌ     | 400m | 45秒27 |                |
| 2011 | DNガラン         | ストックホルム | 400m | 44秒69 |                |